# ایپک اوز
ایپک اوز (زادهٔ ۸ ژوئیهٔ ۱۹۹۹) یک تنیسور اهل ترکیه است. او رتبه ۱۶۴ جهان را در مسابقات تنیس انفرادی دارا می باشد که در تاریخ ۲۷ ژوئن ۲۰۲۲ کسب گردید. بعد از آن اوز در تاریخ ۱۳ ژوئن ۲۰۲۲، در رده بندی دونفره دبلیو تی ای به رتبه ۳۲۷ دست پیدا کرد. بعدها اوز در بازی‌های مدیترانه‌ای ۲۰۱۸ در تاراگونا، اسپانیا شرکت می کند و مدال طلای ترکیه را در مسابقات دونفره در کنار هم تیمی اش باشاک ارایدین کسب می کند.